# Jagenberg (Solingen)
Jagenberg ist ein aus einer Hofschaft hervorgegangener Wohnplatz in der bergischen Großstadt Solingen.

## Lage und Beschreibung
Jagenberg befindet sich im östlichen Bereich des Solinger Stadtbezirks Burg/Höhscheid. Der Ort liegt auf dem abfallenden Höhenzug des Solinger Höhenrückens, auf dem auch die Burger Landstraße verläuft, und die Krahenhöhe und Solingen-Burg miteinander verbindet. Jagenberg, das mit einigen Wohngebäuden beiderseits der Burger Landstraße liegt, befindet sich nördlich des Stadtwalds, der bis 1974 die Stadtgrenze zwischen Solingen und Burg markierte. Das Gelände fällt nach Osten zum Fluss Wupper und nach Westen zum Bertramsmühler Bach hin teils steil ab. Bei Jagenberg entspringen der Wiesenkottener und der Jagenberger Bach sowie der Petersmühler Bach, der die kleine Hochfläche in Richtung der Wupper bzw. des Bertramsmühler Bachs entwässern. Jagenberg besteht vorwiegend aus modernen Einfamilienhäusern, historische Bausubstanz ist teilweise allerdings noch vorhanden. Am Südrand des Ortes befindet sich das Gut Jagenberg, ein großes Reitgestüt.
Benachbarte Orte sind bzw. waren (von Nord nach West): Dorperhof, die zu Remscheid gehörenden Orte Küppelstein und Westhausen sowie Wiesenkotten, Burger Höhe, Burg, Strohn, Kirschbaumskotten, Pfaffenberg, Petersmühle, Steinsiepen und Birken.

## Etymologie
Die Ortsbezeichnung ist möglicherweise von dem Ausdruck jäher, also steiler Berg abgeleitet.
Brangs weist zudem darauf hin, dass Verwirrung um die Namensherkunft auch dadurch erklärt werden könne, dass im 18. Jahrhundert das Gehöft einer Familie namens Jagenberg gehört habe. Die Familie Jagenberg ist eine bekannte westdeutsche Papiermacherfamilie. Ferdinand Jagenberg übernahm im Jahre 1826 die Dorper Papiermühle. Ein weiterer Abkömmling der Familie gründete 1878 das nach ihm benannte Unternehmen Jagenberg.

## Geschichte
Die Ländereien im Osten und Süden der früheren Bürgermeisterei Dorp waren ursprünglich im Besitz weltlicher Adeliger bzw. bergischer Ministerialen, so auch die Orte Schaberg und Jagenberg, die am Übergang zum Spätmittelalter erstmals urkundlich in Erscheinung traten. So wird Jagenberg im Jahre 1250 als curia Jambecke urkundlich erwähnt, im Zehntverzeichnis der Abtei Altenberg von 1488 wird der Ort als Jaembech erwähnt.:1 Der 1446 den Herren von Nesselrath zugehörige Jagenberger Busch wurde 1452 an das Kloster Gräfrath veräußert. Dieses verpachtete den Jagenberger Busch nachweislich ab dem Jahre 1539. Erst 1799 verkaufte das Kloster seiner Ländereien am Jagenberg.:3
Aufgrund der Nähe zur Stadt Burg entstand auch in Jagenberg das Wollenwebergewerbe, für das die Bewohner des Ortes im Jahre 1573 das herzogliche Privileg erhielten.:4
In dem Kartenwerk Topographia Ducatus Montani von Erich Philipp Ploennies, Blatt Amt Solingen, aus dem Jahre 1715 ist der Ort mit zwei Hofstellen verzeichnet und bereits als Jagenberg benannt. Der Ort wurde in den Registern der Honschaft Dorp geführt. Die Topographische Aufnahme der Rheinlande von 1824 verzeichnet den Ort als Jagenberg, ebenso wie die Preußische Uraufnahme von 1844. In der Topographischen Karte des Regierungsbezirks Düsseldorf von 1871 ist der Ort ebenfalls als Jagenberg verzeichnet.
Nach Gründung der Mairien und späteren Bürgermeistereien Anfang des 19. Jahrhunderts gehörte der Ort zur Bürgermeisterei Dorp, die 1856 das Stadtrecht erhielt, und lag dort in der Flur IV. Dorp. Die Bürgermeisterei beziehungsweise Stadt Dorp wurde nach Beschluss der Dorper Stadtverordneten zum 1. Januar 1889 mit der Stadt Solingen vereinigt. Damit wurde Jagenberg ein Ortsteil Solingens.
Durch den Ausbau der Chausseen zwischen Solingen und Müngsten 1823/24 sowie zwischen Solingen über Krahenhöhe nach Burg 1845/48 entstanden neue Dorper Fabriken und Wohnhäuser bevorzugt entlang oder im Umfeld dieser Ausfallstraßen. Die Chaussee nach Burg führte direkt durch den Ort Jagenberg (die heutige Burger Landstraße), der Ort blieb aber aufgrund seiner Lage am Stadtrand nur dünn besiedelt.:2 In der Nachkriegszeit nach dem Zweiten Weltkrieg wuchs Jagenberg durch Anlage und Bebauung des Rehpfads, Anfang der 2000er Jahre erneut durch Anlage des Hirschwegs. Die den Jagenberg umgebenden Flächen werden allerdings bis heute landwirtschaftlich genutzt.
Seit dem Jahre 1984 steht das zum Hof Jagenberg gehörende historische Schieferhaus Burger Landstraße 235 unter Denkmalschutz, das oben abgebildet ist. Die nahegelegene Bushaltestelle der Stadtwerke Solingen an der Burger Landstraße trägt den Namen des Ortes. Dort verkehrt die Oberleitungsbuslinie 683.